# 斯基靈島
斯基靈島（英語：Skilling Island），是南極洲的島嶼，處於阿特里塞普斯島以北，屬於南奧克尼群島中羅伯森群島的一部分，由英國南極名稱諮詢委員命名，現時由南極條約體系管理。